# Alex Goode
David Alexander Vallance Goode (Cambridge, 7 de mayo de 1988) es un exjugador inglés de rugby que se desempeñaba como fullback o apertura. Jugó casi toda su carrera en Saracens y fue internacional con el XV de la rosa.

## Biografía
Formado como apertura, pasó a ser fullback y ha jugado la mayor parte de sus partidos con los Saracens en esta posición, entre otros motivos, Owen Farrell es el apertura titular.
En enero de 2009 Goode hizo su debut para los England Saxons, contra Portugal.

## Selección nacional
El 16 de junio de 2012 Goode jugó su primer partido para la selección inglesa contra los Springboks, saliendo del banquillo el 16 de junio de 2012 en una derrota 36-27.
Participó en el Torneo de las Seis Naciones 2013, saliendo como titular en los cinco partidos, si bien fue sustituido en el primero, contra Escocia, por el wing David Strettle en el minuto 67, y en la quinta jornada, contra Gales (16 de marzo de 2013), por el centro Billy Twelvetrees en el minuto 64. Destacó como el jugador que más metros hizo, con 387 metros.
En 2015 es seleccionado para formar parte de la selección inglesa que participa en la Copa Mundial de Rugby de 2015.

## Palmarés
- Campeón de la Aviva Premiership de 2011.
- Subcampeón de la Copa de Europa 2014.